# Jalmari Finne

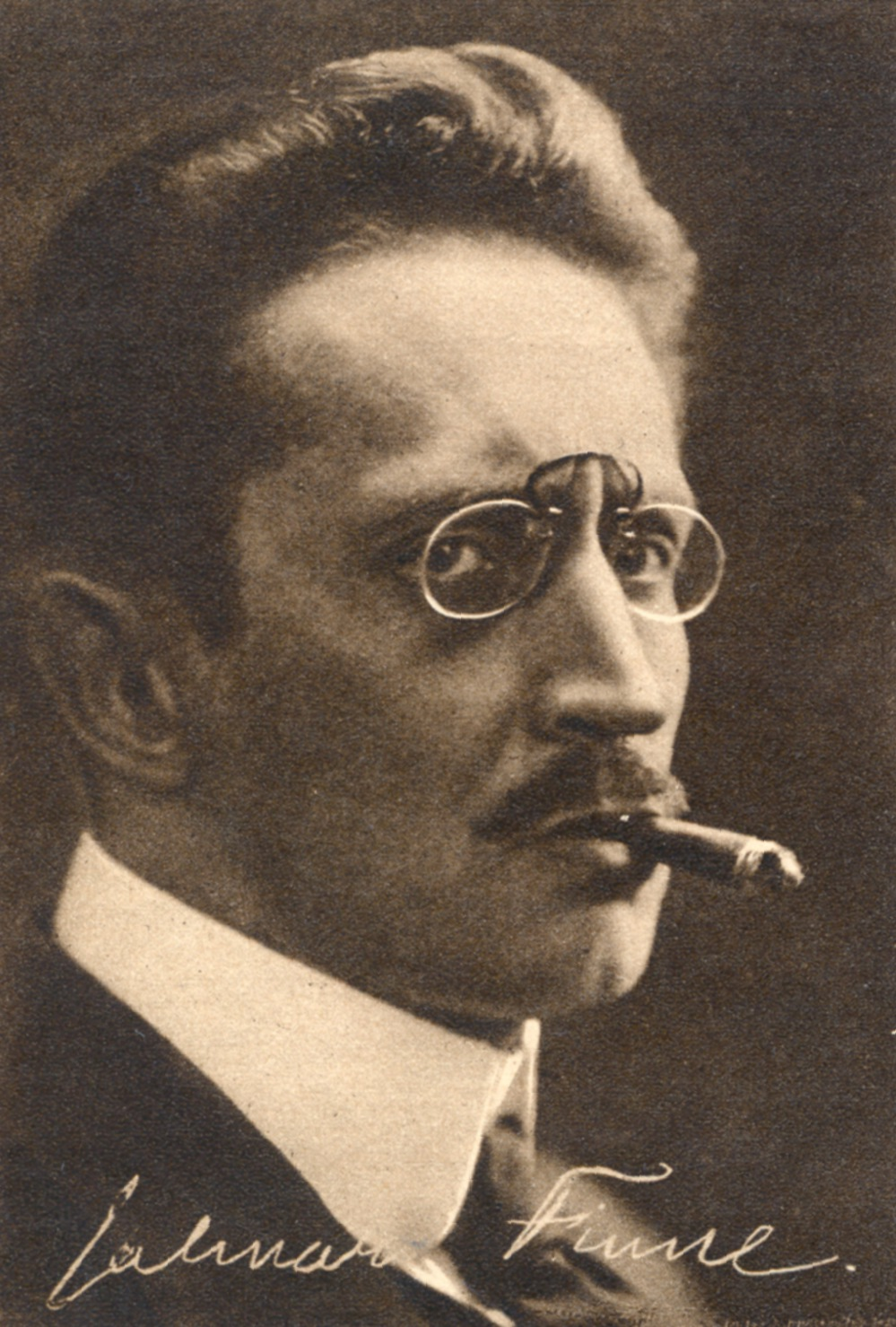
Jalmari Finne 1933

Adolf Jalmari Finne, född 11 augusti 1874 i Kangasala, död 3 januari 1938 i Helsingfors, var en finländsk författare, regissör och teaterchef. Han var bror till skådespelaren Olga Poppius.
Jalmari Finne var verksam som regissör och teaterchef i olika omgångar 1896–1914 samt skrev teaterpjäser, operalibretton, barnböcker, noveller och romaner, bland annat Ylioppilaita (Studenter, svensk översättning 1910).